# 放蕩息子の帰還 (ムリーリョ)
『放蕩息子の帰還』（ほうとうむすこのきかん、西: El regreso del hijo pródigo, 英: The Return of the Prodigal Son）は、スペインのバロック絵画の巨匠バルトロメ・エステバン・ムリーリョが1667-1670年ごろ、キャンバス上に油彩で描いた絵画である。現在、ワシントンD.C.のナショナル・ギャラリーに所蔵されている。1948年に、アヴァロン (Avalon) 財団からナショナル・ギャラリーに寄贈された。この絵画は、ムリーリョ自身が所属していたセビーリャのカリダー信徒会のために委嘱された8点の絵画のうちの1点である。

## 背景
カリダー信徒会会長のミゲル・マニャーラは、「キリスト者の慈愛」を主題とする8点の連作をムリーリョに注文した。これらの作品中4点 (『パンと魚の奇蹟』、『ホレブの岩から水を出すモーセ』、『病人を治療するハンガリーの聖エリザベト』、『病人を担う聖フアン・ディ・ディオス』) はセビーリャのカリダー施療院に残っているが、本作『放蕩息子の帰還』と『ベトザタの池で足萎えを治すキリスト』 (ロンドン・ナショナル・ギャラリー) 、『アブラハムと三人の天使』 (カナダ国立美術館) 、『聖ペテロの解放』 (エルミタージュ美術館) は1810年にナポレオンの軍隊に略奪され、スペインから持ち去られた。
これらの作品の主題は一般的に「慈愛」を表しているだけでなく、マニャーラが定めたカリダー信徒会の会則と一致している。その会則は信仰にもとづく積極的な慈善活動を誓約させるものであった。連作を描いた画家ムリーリョもまた信徒として、貧民街の病人の家を回ったり、カリダー施療院で病人の食事の世話をしていたのかもしれない。

## 作品
『新約聖書』中の「ルカによる福音書」 (15章11-32) によれば、ある男に2人の息子がいた。兄は堅実な性格であったが、弟はわがままで、父に相続する財産を分けてほしいと頼む。父は、彼が財産を浪費してしまうことを知りつつも財産を渡した。実際に、しばらくして彼は財産を使い果たしてしまい、食べる物にも困るようになる。その後、悔い改めた彼は、雇人にしてもらおうと父の元に帰るが、父は彼を赦す。この物語の父は神を、弟は人を表す。人が心から悔い改めれば、神は赦しを与えるという物語である。
本作には、「放蕩息子の帰還」のクライマックスの要素が描かれている。赦しを与える父親により家に歓迎される悔悛した息子。家族の元の地位に戻ることを象徴する息子の豪華な衣装と指輪。祝いの宴のために屠殺されるべく連れ去られる太った子牛。等身大以上に大きい、中央の父と息子のピラミッド型群像が画面を支配し、一番明るい色彩は息子の新しい服を持つ召使にのみ用いられている。描かれている登場人物や事物は、素晴らしい舞台劇を想起させる。
ムリーリョは、自身の周囲の現実の生活を絵画のモデルにしている。本作の魅力の一端は、放蕩息子の汚れた足、放蕩息子を迎えようと飛び上がる子犬、そして何よりも子牛を連れる小さな子供の独創的な笑みなどの人間的性質によるものである。